# キュー (雑誌)
『キュー』(Cue) は、1932年から1980年にかけて発行されていた週刊誌で、おもにニューヨークにおける演劇や芸術関係行事などを取り上げていたが、最終的には『ニューヨーク・マガジン』に吸収される形で引き継がれた。
『キュー』誌は、最初のシティ・マガジンであり、その後に登場した様々な同種の雑誌のモデルとなった。

## 歴史
『キュー』誌は、1932年にモート・グランコフ (Mort Glankoff) によって創刊された。
創刊号の表紙を飾ったのは、クローデット・コルベールであった。この雑誌が焦点を当てていた内容は、何年もの間に様々なものだが現れたタグラインからはっきりと読み取れる。
- Naborhood  Theater Guide （近隣劇場ガイド）
- The Weekly Magazine of Stage and Screen （舞台と映画の週刊誌）
- The Weekly Magazine of New York Life （ニューヨーク生活の週刊誌）
- New York's own Entertainment Magazine （ニューヨークの自前のエンターテイメント雑誌）
- New York's only complete entertainment weekly （ニューヨーク唯一の完全なエンターテイメント週刊誌）
- Where to go -- What to do -- in New York（どこに行くか、何をするか、ニューヨークで）
- The complete entertainment guid for New York and the Suburbs （ニューヨーク及び近郊のための完全エンターテイメント・ガイド）
- For New York and the Suburbs    The complete entertainment guide. （ニューヨーク及び近郊向け、完全エンターテイメント・ガイド）

『キュー』誌は、初期のリスティング・マガジンのひとつであった。英国放送協会 (BBC) の『ラジオ・タイムズ』誌は、1923年からラジオ番組の予定をリスト化して掲載していた。『キュー』誌は、特定の都市に焦点をあて、今では108の都市版を発行している『タイムアウト』誌をはじめ、このジャンルの雑誌のモデルとなった。
グランコフは、1980年にルパート・マードックが所有する『ニューヨーク・マガジン』に『キュー』誌を売却した。『キュー』誌は、そのリスティング欄に対して賞を与えられた。グランコフは、1986年8月に死去した